# Kreuzlingen
Kreuzlingen (toponimo tedesco; fino al 1874 Egelshofen) è un comune svizzero di 21 560 abitanti del Canton Turgovia, nel distretto di Kreuzlingen del quale è capoluogo dal 1874; ha lo status di città.

## Geografia fisica
Kreuzlingen si affaccia sul lago di Costanza.

## Storia
Nel 1927 ha inglobato il comune soppresso di Kurzrickenbach e nel 1928 quello di Emmishofen.

## Monumenti e luoghi d'interesse

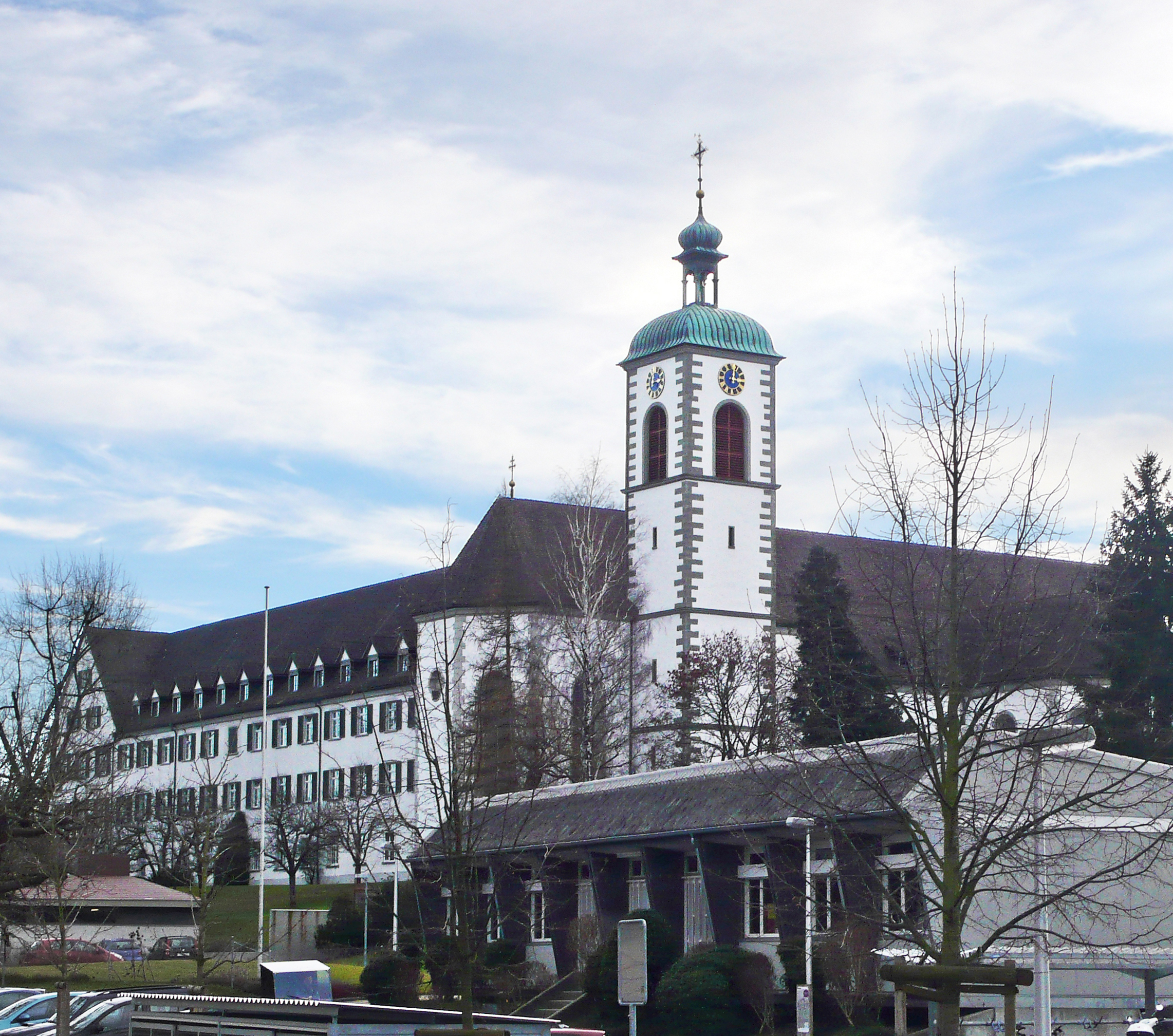
L'abbazia di Kreuzlingen

- Abbazia di Kreuzlingen, agostiniana, fondata nel 1125, con la chiesa dei Santi Ulrico e Afra[1][2];
- Chiesa riformata, eretta nel 1724[1].

## Società

### Evoluzione demografica
L'evoluzione demografica è riportata nella seguente tabella (dal 1930 con Emmishofen e Kurzrickenbach):
Abitanti censiti

## Amministrazione
Ogni famiglia originaria del luogo fa parte del cosiddetto comune patriziale e ha la responsabilità della manutenzione di ogni bene ricadente all'interno dei confini del comune.

### Gemellaggi
- Cisternino[senza fonte]

## Infrastrutture e trasporti
È servito dall'omonima stazione, situata all'incrocio tra le linee Mittelthurgaubahn, Sciaffusa-Rorschach e Kreuzlingen-Costanza. Inoltre, nel territorio comunale è situata la stazione di Kreuzlingen Bernrain.

## Sport
A Kreuzlingen ha sede la società pallanuotistica Schwimmclub Kreuzlingen e si disputa il torneo tennistico ITF Women's Circuit Thurgau.